# Desire line

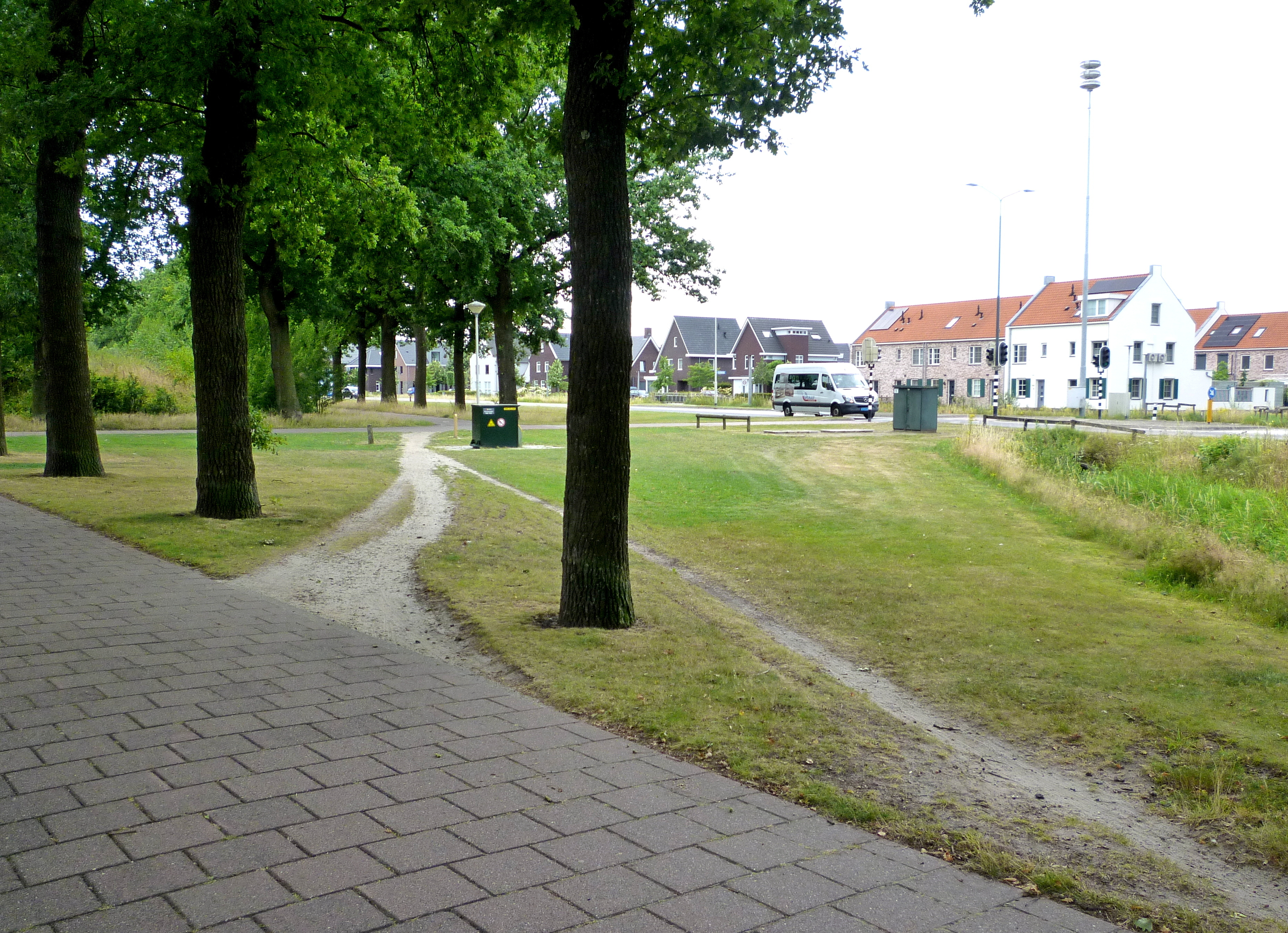
Esempi di desire path in un’area verde urbana

Desire line (anche desire path) è un termine utilizzato in urbanistica per definire i tracciati spontanei che si creano con il ripetuto passaggio delle persone su percorsi diversi da quelli prestabiliti tramite i marciapiedi o da quelli delineati dalla pavimentazione di uno spazio pubblico o un'area verde.
Questi percorsi alternativi spesso si formano perché sono il percorso più breve tra un punto A e un punto B in alternativa a percorsi tracciati più lunghi, più tortuosi oppure inesistenti. 
La formazione di una desire line è molto più rapida di quanto si pensi, sono sufficienti 15/20
passaggi per creare una traccia di sentiero che inevitabilmente attrarrà altri passaggi fino all'erosione del terreno, alla sparizione della vegetazione nell'area di passaggio e alla formazione di un sentiero ben visibile. 
Talvolta per impedire o limitare la creazione di questi sentieri vengono utilizzati metodi di dissuasione, ad esempio barriere fisiche come siepi o recinzioni oppure cartellonistica di divieto, spesso il risultato è quello di spostare il percorso delle persone che creano quindi una nuova desire line. 
A volte le desire line vengono semplicemente "ufficializzate" e inglobate nella pavimentazione formale, a volte i tracciati che si creano spontaneamente vengono studiati per determinare la successiva struttura della pavimentazione di un'area.

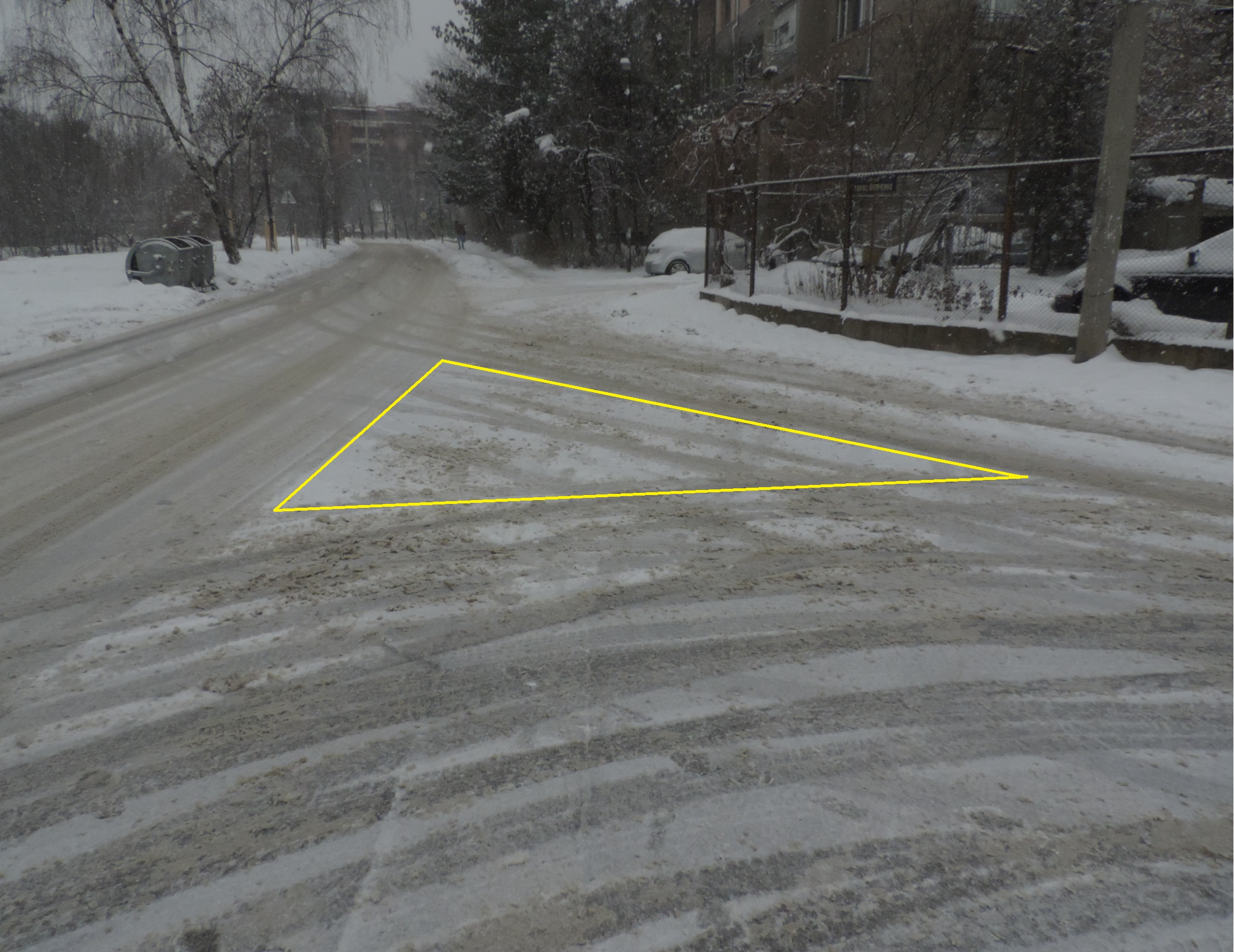
Un esempio di “sneckdown”

Da un punto di vista urbanistico e architettonico la formazione delle desire line evidenzia di fatto che nella progettazione degli spazi e dei percorsi non si è tenuto conto dei desideri delle persone e del reale utilizzo degli spazi.
L’analisi delle desire line viene spesso usata nei progetti di riqualificazione e riprogettazione di aree urbane con un approccio multidisciplinare che affianca la creazione di modelli spaziali di progettazione urbana e del paesaggio ad analisi sociologiche delle relazioni e allo studio dei trasporti e dei mezzi pubblici.
Una variante delle desire line sono i cosiddetti sneckdown che si creano sulle strade quando ha nevicato. Sono le aree in cui permane la presenza di neve nonostante il passaggio delle auto e che mostrano quindi l’effettivo utilizzo della strada da parte degli autoveicoli.